# Estádio Atleti Azzurri d'Italia
O Estádio Atleti Azzurri d'Italia (desde julho de 2019 conhecido pela designação comercial de Gewiss Stadium, tendo no passado recebido as designações de  Estádio Mario Brumana e Estádio Comunale) é um estádio da cidade de Bérgamo. É um estádio construído inicialmente em 1928 tendo sido renovado diversas vezes ao longo do tempo, a última das quais em 2018, com capacidade para 21,300 espectadores. É desde a inauguração a casa da Atalanta, tendo entre 2003 e 2019 recebido também o AlbinoLeffe.